# Wspólnota administracyjna Nordkreis Weimar
Wspólnota administracyjna Nordkreis Weimar (niem. Verwaltungsgemeinschaft Nordkreis Weimar) – dawna wspólnota administracyjna w Niemczech, w kraju związkowym Turyngia, w powiecie Weimarer Land. Siedziba wspólnoty znajdowała się w miejscowości Berlstedt. Powstała 31 grudnia 2013 z połączenia gmin, dwóch dzień wcześniej rozwiązanych wspólnot administracyjnych: Berlstedt i Buttelstedt.
Wspólnota administracyjna zrzeszała 16 gmin, w tym dwie gminy miejskie (Stadt) oraz 14 gmin wiejskich (Gemeinde): 
1. Ballstedt
2. Berlstedt
3. Buttelstedt, miasto
4. Ettersburg
5. Großobringen
6. Heichelheim
7. Kleinobringen
8. Krautheim
9. Leutenthal
10. Neumark, miasto
11. Ramsla
12. Rohrbach
13. Sachsenhausen
14. Schwerstedt
15. Vippachedelhausen
16. Wohlsborn

1 stycznia 2019 wspólnota została rozwiązana. Miasto Buttelstedt wraz z gminami Berlstedt, Großobringen, Heichelheim, Kleinobringen, Krautheim, Ramsla, Sachsenhausen, Schwerstedt, Vippachedelhausen i Wohlsborn utworzyły nowe miasto Am Ettersberg. Nowo powstałe miasto pełni zarazem funkcję "gminy realizującej" (niem. "erfüllende Gemeinde") dla gmin Ballstedt, Ettersburg i miasta Neumark. Gminy Leutenthal i Rohrbach zostały przyłączone do gminy Ilmtal-Weinstraße.